# Religión en Vietnam
La mayoría de los vietnamitas no siguen ningún tipo de religión organizada, en vez de eso participan en una o más prácticas relacionadas al tam giáo (Budismo, Confucionismo y Taoísmo) y a la religión tradicional vietnamita, tales como la veneración a los antepasados,o el rezo a las deidades, especialmente durante el Tết y otros festivales. Las religiones tradicionales fueron fundadas bajo creencias culturales influidas históricamente por el Budismo, el Confucionismo y el Taoísmo, provenientes desde China. A aquellas tres enseñanzas o tam giáo fueron posteriormente agregadas el Cristianismo. Además, en Vietnam existen dos religiones indígenas: el Caoidsmo sincretiano y el Hoahaoismo.

## Distribución
De acuerdo al censo del 2019, el número de seguidores de las diferentes religiones se distribuyen de la siguiente manera:
- 86.32% Religión tradicional vietnamita o no religiosos
- 6.1% Catolicismo
- 4.79% Budismo (principalmente Mahayana)
- 1.02% Hoahaoismo
- 1% Protestantismo
- 0.58% Caodaismo
- 0.77% Otros

### Controversia estadística
Las estadísticas gubernamentales sobre la religión en Vietnam son recuentos de miembros de organizaciones religiosas reconocidas por el gobierno. Por lo tanto, esto no incluye a las personas que practican la religión popular, que no está reconocida por el gobierno. Además, muchas personas practican religiones como el budismo sin afiliarse a ninguna organización gubernamental específica. Las estadísticas oficiales del censo de 2019, que tampoco categorizan la religión popular, indican que el catolicismo es la religión (organizada) más grande de Vietnam, superando al budismo. Mientras que otras encuestas informaron que hay entre 45 y 50 millones de budistas viviendo en Vietnam, las estadísticas gubernamentales cuentan con 6,8 millones. Sin embargo, es la Sangha budista de Vietnam la que no informa estadísticas oficiales sobre sus seguidores. Las grandes lagunas en las estadísticas sobre el número de seguidores budistas se deben al desacuerdo sobre los criterios mismos de lo que constituye un budista.